# Troféu Cinco Violinos
El Troféu Cinco Violinos es un torneo anual organizado por el Sporting de Portugal. Se trata de un torneo amistoso en homenaje a los Cinco Violinos, un grupo de jugadores del Sporting de la década de 1940 que tuvieron mucho éxito. El grupo estaba formado por: Jesús Correia, Fernando Peyroteo, José Travassos, Manuel Vasques y Albano Pereira.

## Campeones
| Temporada | Campeón      | Resultado      | Subcampeón         | Sede                          |
| --------- | ------------ | -------------- | ------------------ | ----------------------------- |
| 2012      | Sporting     | 1–0            | Olympiakos         | Estádio José Alvalade, Lisboa |
| 2013      | Sporting     | 3–0            | Fiorentina         | Estádio José Alvalade, Lisboa |
| 2014      | Sporting     | 2–2 (4-2 pen.) | Lazio              | Estádio José Alvalade, Lisboa |
| 2015      | Sporting     | 2–0            | Roma               | Estádio José Alvalade, Lisboa |
| 2016      | Sporting     | 2–1            | Wolfsburgo         | Estádio José Alvalade, Lisboa |
| 2017      | Sporting     | 1–0            | Fiorentina         | Estádio José Alvalade, Lisboa |
| 2018      | Empoli       | 1–1 (5-4 pen.) | Sporting           | Estádio José Alvalade, Lisboa |
| 2019      | Valencia     | 2–1            | Sporting           | Estádio José Alvalade, Lisboa |
| 2021      | Sporting     | 3–2            | Olympique Lyonnais | Estádio José Alvalade, Lisboa |
| 2022      | Sevilla F.C. | 1–1 (6-5 pen.) | Sporting           | Estádio José Alvalade, Lisboa |
| 2023      | Sporting     | 3-0            | Villarreal         | Estádio José Alvalade, Lisboa |

### Títulos por equipo
| Equipo             | Títulos | Subtítulos | Años campeón                             | Años subcampeón        |
| ------------------ | ------- | ---------- | ---------------------------------------- | ---------------------- |
| Sporting CP        | 8       | 3          | 2012, 2013, 2014, 2015, 2016, 2017, 2021 | 2018, 2019, 2022, 2023 |
| Empoli FC          | 1       | 0          | 2018                                     | -                      |
| Valencia CF        | 1       | 0          | 2019                                     |                        |
| Sevilla F.C.       | 1       | 0          | 2022                                     | -                      |
| ACF Fiorentina     | 0       | 2          | -                                        | 2013, 2017             |
| Olympiakos         | 0       | 1          | -                                        | 2012                   |
| Lazio              | 0       | 1          | -                                        | 2014                   |
| AS Roma            | 0       | 1          | -                                        | 2015                   |
| VfL Wolfsburgo     | 0       | 1          | -                                        | 2016                   |
| Olympique Lyonnais | 0       | 1          | -                                        | 2021                   |
| Villarreal         | 0       | 1          | -                                        | 2023                   |

- Datos: Q10384965